# Шеина, Светлана Константиновна
Светла́на Константи́новна Ше́ина (1918 — 2014) — советская балерина. Заслуженная артистка РСФСР (1957).

## Биография
Родилась 26 декабря 1918 года в Одессе (ныне Украина).
По окончании в 1938 году ЛХУ (педагоги Е. П. Гердт и А. Я. Ваганова) направлена в ЛМАТОБ. Танцевала в балетах, поставленных Л. М. Лавровским, Б. А. Фенстером, Н. А. Анисимовой, В. А. Варковицким.
В 1959—1976 годах — педагог-репетитор театра.
В 1969—1970 годах — педагог-репетитор Каирского театра.
Выступала как балетмейстер в Москве, Воронеже, Кишинёве, Риге, Таллине, Куйбышеве, Харькове и других городах.
С 1976 года — педагог-репетитор и консультант «Театра Вальки» в Варшаве.
Умерла 10 марта 2014 года. 
Муж — Фенстер, Борис Александрович.

## Балетные партии
- «Фадетта» Л. Делиба — Мадлон
- «Сказка о попе и о работнике его Балде» М. И. Чулаки — Поповна
- «Ашик-Кериб» Б. В. Асафьева — Магуль
- «Кавказский пленник» Б. В. Асафьева — княжна Нина
- «Чудесная фата» С. А. Заранек — Марья-краса
- «Мнимый жених» М. И. Чулаки — Клариче, Беатриче
- «Юность» М. И. Чулаки — Лена
- «Барышня-крестьянка» Б. В. Асафьева — Лиза
- «Двенадцать месяцев» Б. Л. Битова — королева Рената
- «Корсар» А. Адана — Медора
- «Голубой Дунай» на музыку И. Штрауса — Франциска

## Награды и премии
- заслуженная артистка РСФСР (22.6.1957)
- заслуженный деятель культуры Польши (1981)
- Сталинская премия второй степени (1950) — за исполнение партии Лены в балетном спектакле «Юность» М. И. Чулаки (1949)